# 초기 아메리카의 비공식 국기

영국 식민지의 미국 국기

초기 아메리카의 비공식 국기란, 미국이 영국의 식민지였을 당시의 국기를 말한다. 영국의 국기인 유니언 잭을 가장 위에 그 밑의 줄무늬는 식민지 13개 주를 뜻한다.

## 같이 보기
- 미국의 국기